# Barretet
El barretet (Anacamptis pyramidalis), és una orquídia nadiua de l'Europa central i meridional.
Addicionalment pot rebre els noms de botonets de gos, botons de ca, botons de gos, flor caputxina, orquídia piramidal i sabatetes.

## Taxonomia
El nom binomial té una etimologia confusa: ανα (ana: grec, 'esquena' o 'part del darrere') i κάμτειν (kamptein: grec, 'doblegat'), que es referiria possiblement als pol·linis o potser als sèpals corbats enfora; i pyramidalis del llatí ('piramidal') per la forma de la inflorescència.

## Descripció
És una planta perenne i resistent que creix fins a una alçada d'uns 30 cm tenint en compte la inflorescència. Les fulles són oblongues d'uns 5 cm i creixen dels tubercles subterranis que són rodons i amb una mida màxima de 6 cm. El color de la flor varia del rosa al lila, i rarament el blanc. La seva olor és forta i rància. La forma compacta i piramidal de la inflorescència és molt característica d'aquesta espècie i dona lloc al seu nom comú. Les flors són pol·linitzades per lepidòpters.

## Hàbitat i distribució

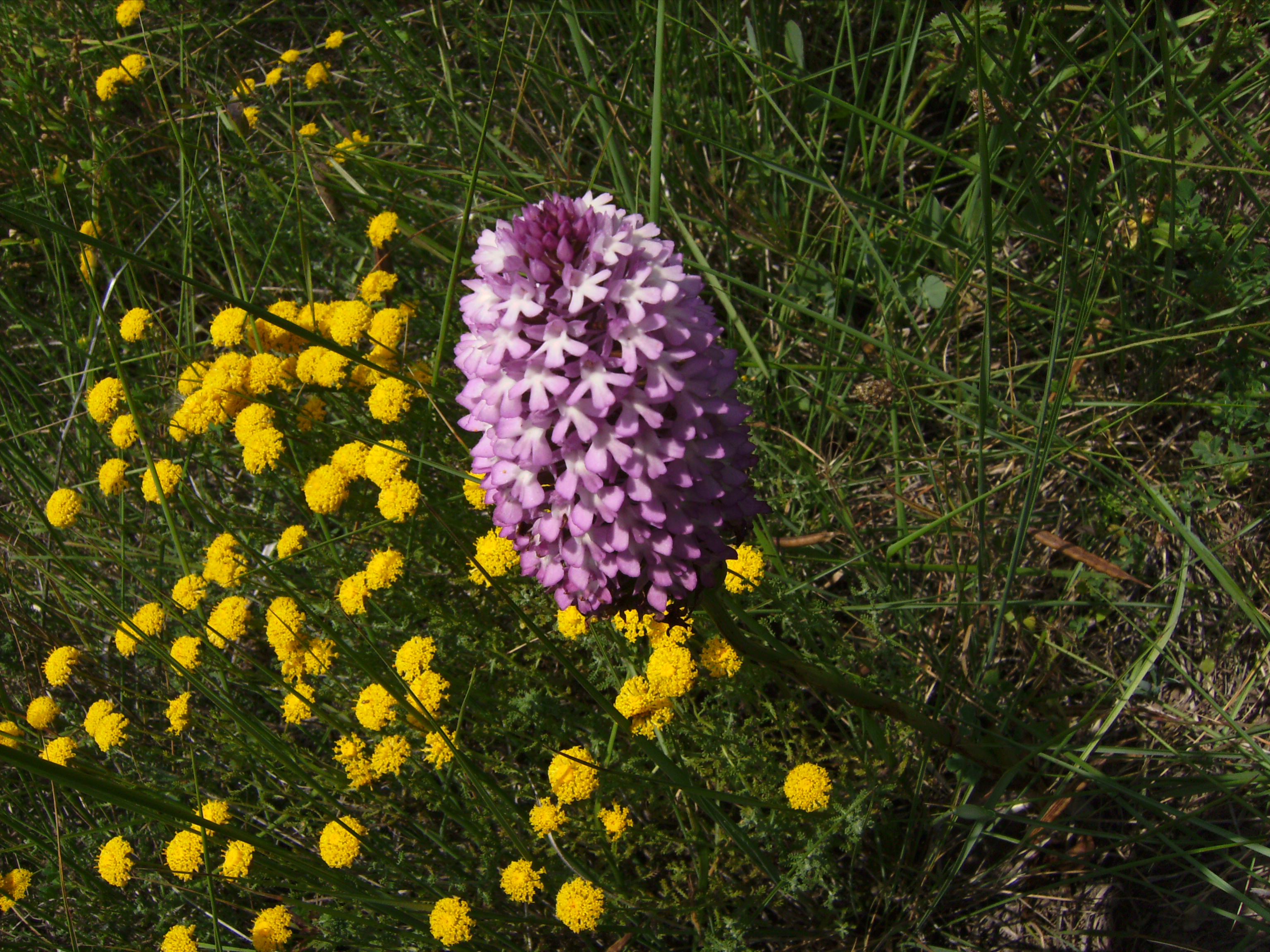
A Castelltallat, a l'esquerra Santolina chamaecyparus florida.

Aquesta orquídia requereix un indret assolellat i creix sobre diversos tipus de sòl: llims o argiles i més rarament en sòls arenosos. Quant al pH, el barretet pot créixer en terrenys molt alcalins.
Es troba en pinars, garrigues i prats tant del pla com de zones muntanyoses de tots els Països Catalans i en altres zones d'Europa central i del sud.

## Usos
El tubercle s'usa en la preparació del salep.

## Sinònims
- Aceras pyramidalis  Rchb. 1833
- Anacamptis condensata C.Koch 1849
- Anacamptis durandi Bréb. 1936
- Orchis bicornis Gilib. 1792
- Orchis pyramidalis L. 1753
- Orchis rivinii Gouan 1775
- Anacamptis pyramidalis f. condensata (Desf.) Maire i Weiller in R.C.J.Maire 1959
- Anacamptis pyramidalis f. sanguinea (Druce) P.D.Sell 1997
- Anacamptis pyramidalis subsp. condensata (Desf.) H.Lindb. 1932
- Anacamptis pyramidalis var. brachystachys (d'Urv.) Boiss. in ?
- Anacamptis pyramidalis var. sanguinea (Druce) Kreutz 2003
- Orchis appendiculata Stokes 1812
- Orchis brachystachys d'Urv. 1822
- Orchis condensata Desf. 1799
- Orchis duquesnii Nyman 1855
- Orchis pyramidalis var. sanguinea Druce 1929[2]